# بطولة تونس لكرة السلة للرجال 1964–65
بطولة تونس لكرة السلة للرجال 1964–65 هو الموسم رقم 10 من بطولة تونس لكرة السلة للرجال.

فاز بهذا الموسم النجم الرياضي الرادسي.

## روابط خارجية
- الموقع الرسمي للجامعة التونسية لكرة السلة.